# Ipoly Gáspár
Ipoly Gáspár (névváltozat: Ipolyi; Ipolyszalka, 1706 körül – 1762. december 27.) prépost-kanonok.

## Élete
Szalkai (Hont megye) származású volt. 1728. november 1-jén felvették a budai Széchényi papnevelőbe, ahol bölcseletet tanult. A teológiát Nagyszombatban hallgatta és 1731-ben baccalaureus, 1732-ben pedig a bölcselet magistere lett. Már mint harmadéves kilépett a papnevelőből, 1733. szeptember 13-án dömösi plébános lett. Az 1734. május 23-iki egyházi zsinat alkalmával helyettes titkár volt. 1736. január 20-án muzslai plébánossá nevezték ki, ahol történeti jegyzeteket tett. 1742. április 28-án Dunaföldváron lett plébános. Innét 1749. január 23-án esztergomi kanonokká, majd bakonyi címzetes apáttá, 1754. szeptember 18-án honti főesperessé, 1760. november 7-én Szent Györgyről nevezett préposttá és főszékesegyházi főesperessé nevezték ki. Meghalt 1762. december 27-én, körülbelül 56 éves korában. Testére kötözött láncokkal sanyargatta magát.
Levelei vannak a Máthes (Joann. Nep.) Veteris arcis Strigoniensis ... descriptio. Strigonii, 1827. c. munkában.
Kézirati munkája: Neiner Bálint, Világ zsib-vásárja, ford. Ipoly Gáspár által, ívrét egy kötet (az esztergomi főegyházi könyvtárban).